# BMW Serie 6 GT
La BMW Serie 6 Gran Turismo (abbreviato anche come BMW Serie 6 GT e con designazione interna G32) è un'autovettura con carrozzeria da coupé a 4 porte prodotta dalla casa automobilistica tedesca BMW dal 2017. 

## Contesto e debutto
La vettura, che viene realizzata sulla piattaforma CLAR e sulla base meccanica della Serie 5 G30, va a sostituire nel listino della casa dell'elica la BMW Serie 5 GT.
È stata annunciata sul web il 14 giugno 2017, mentre la presentazione al pubblico è avvenuta al salone dell'automobile di Francoforte dello stesso anno. Introdotta sul mercato nel novembre 2017, la Serie 6 GT viene costruita nello stabilimento bavarese di Dingolfing.

## Descrizione
Tecnicamente, la Serie 6 GT è derivata dalla Serie 5 G30, ma si differenzia da quest'ultima e si caratterizza per vari aspetti tra cui: un interasse allungato, la presenza del terzo finestrino laterale nel montante C, l'assenza delle cornice ai vetri dei finestrini, per la presenza di un terzo volume posteriore stile fastback dotato di un portellone (il che la rende tecnicamente una 5 porte) sormontato da uno spoiler mobile retrattile, 40 litri in più di spazio nel vano bagagli che ha lo schienale dei sedili posteriori abbattibili per una capacità totale di 110 litri in più di spazio per i bagagli rispetto alla Serie 5 G31 Touring.
L'utilizzo di acciai ad alta resistenza  e alluminio dovuto all'impiego della piattaforma CLAR hanno permesso di ridurre il peso fino a 150 kg rispetto alla serie 5 GT, con l'altezza che è stata ridotta di 21 mm; questi fattori hanno comportato un abbassamento del baricentro della vettura. Inoltre sempre rispetto all'antenata, la soglia di carico è stata riabbassata di ulteriori 5 cm, per favorire e agevolare il carico/scarico del bagaglio. Sulla BMW Serie 6 GT sono stati apportati dei miglioramenti al coefficiente di resistenza aerodinamica, con il valore compreso tra lo 0,25 (630d GT e 620d GT) e lo 0,27 (640i xDrive GT e 640d xDrive GT) a seconda della versione e motorizzazione; questo valori sono stati ottenuto riducendo la superficie frontale a 2,54 m².
Un largo uso dell'alluminio è stato fatto anche per altre componenti, tutto in funzione della riduzione del peso. L'asse posteriore è del tipo indipendente multilink con cinque bracci a doppia articolazione elastica, con di serie il controllo automatico della loro altezza attraverso ammortizzatori pneumatici; è disponibile su richiesta anche l'asse posteriore sterzante. Tutte le ruote sono dotate di freni a disco autoventilati con pinze freno fisse anteriori a quattro pistoncini e posteriori a pistoncino singolo. La vettura impiega 32,2 m per arrestarsi  da 100 a 0 km/h.

## Restyling 2020

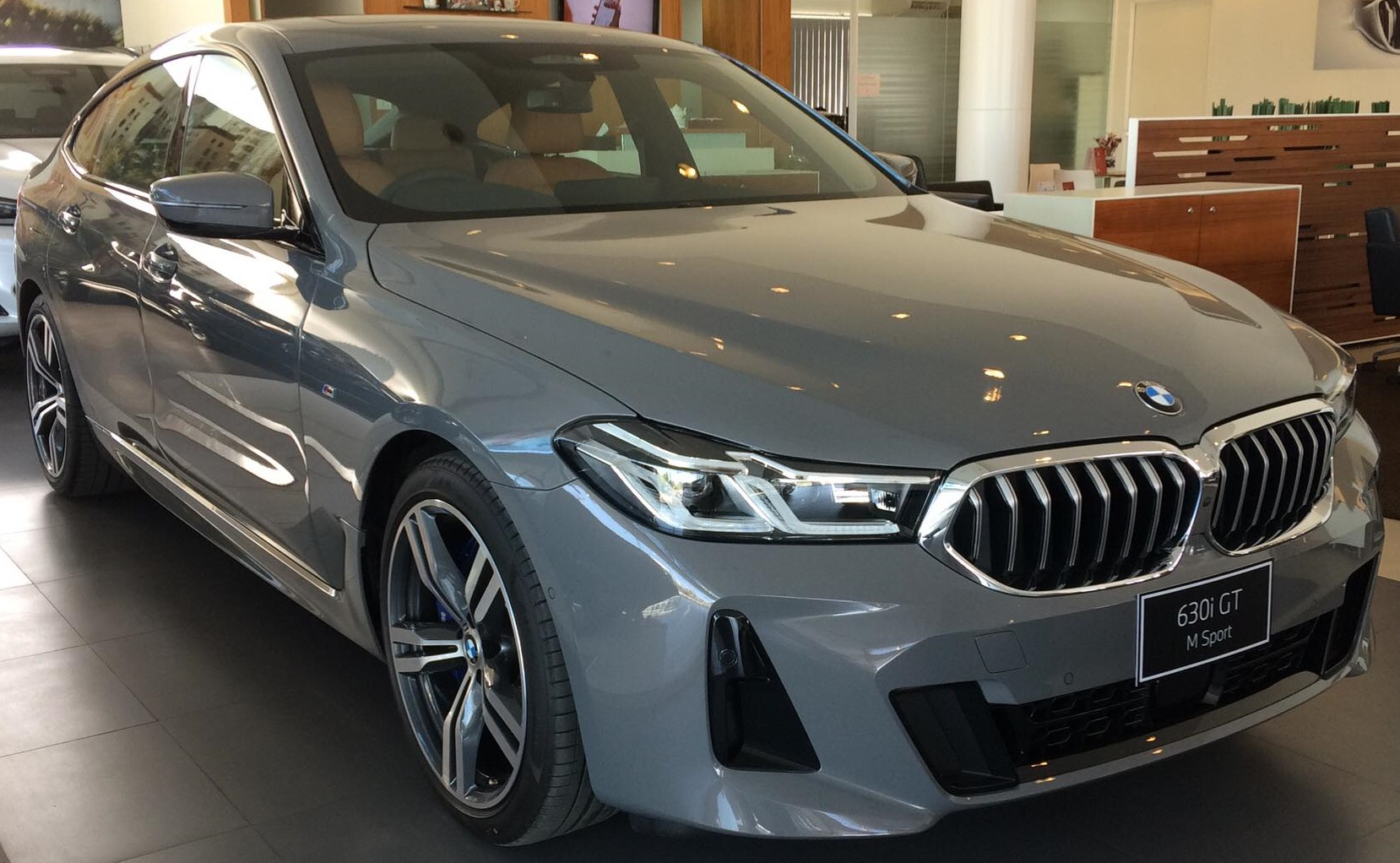
BMW 630i GT M Sport Restyling

La vettura è stata sottoposta al consueto restyling di metà carriera, presentato il 27 maggio 2020 e immessa in vendita a luglio 2020.
Le modifiche apportate sono piuttosto importanti e consistono nel ridisegnamento totale del frontale e della coda, l'adozione di nuovi accessori e ADAS di serie per la guida assistita di livello 2, miglioramenti alle motorizzazioni per aumentarne l'efficienza e ridurre i consumi attraverso un sistema mild hybrid a 48 V e agli interni con un nuovo cruscotto completamente digitale mutuato dalle altre BMW e un sistema di infotelematica dotato di un display più grande e risoluto con l'aggiunta di più funzionalità. La parte a cambiare di più però è l'anteriore, che integra una caladra a doppio rene più grande, cromata e squadrata rispetto a prima in linea con quello delle contemporanee BMW, con nuovi fari Matrix LED e in opzione con abbaglianti Laser più sottili e dalla forma a "doppia L" simili a quelli della serie 5 G30 e un paraurti più spigoloso e avvolgente.

## Motorizzazioni e versioni
Al debutto erano disponibili 3 motorizzazioni:
- 630i, con motore 4 cilindri benzina turbo da 2 litri di cilindrata con 258 CV di potenza massima.
- 640i, con motore 6 cilindri in linea da 3 litri di cilindrata a benzina sovralimentato con turbocompressore da 340 CV di potenza massima.
- 630d, con motore 6 cilindri in linea turbodiesel da 265 CV di potenza massima. Di questo motore esiste anche una versione dedicata per il mercato italiano, depotenziata a 249 CV per non rientrare nel superbollo.[16]

Tutte le motorizzazioni sono dotate di una trasmissione costituita da un cambio automatico ZF con convertitore di coppia a 8 rapporti. 
La trazione integrale xDrive è disponibile sulla 640i da 340 CV, sulla 630d da 265 CV oppure nella variante depotenziata per il mercato italiano da 249 CV. Gli allestimenti per il mercato italiano sono: Sport, Luxury e Msport.